# Taizé-Maulais
Taizé-Maulais, anteriormente denominado Taizé,es una comuna francesa situada en el departamento de Deux-Sèvres, de la región de Nueva Aquitania.

## Demografía
| 813 | 722 | 597 | 596 | 689 | 725 |
| Para los censos de 1962 a 1999 la población legal corresponde a la población sin duplicidades (Fuente: INSEE [Consultar]) |     |     |     |     |     |